# 網倉氏硬皮鰕虎魚
網倉氏硬皮鰕虎魚（学名：Callogobius amikami）为輻鰭魚綱鱸形目鰕虎亞目鰕虎鱼科硬皮鰕虎魚属的一種，為熱帶海水魚，分布於西印度洋阿卡巴灣及阿曼馬斯喀特海域，體長可達3.9公分，棲息在底層水域，生活習性不明。